# آنا بوگالی-تیتووتس
آنا بوگالی-تیتووتس (روسی: А́нна Ива́новна Бога́лий؛ زادهٔ ۱۲ ژوئن ۱۹۷۹) ورزشکار دوگانه اهل روسیه بود.
وی همچنین برندهٔ جوایزی همچون نشان دوستی شده‌است.